# Масюгіно
Масюгіно (рос. Масюгино) — село Клинського району Московської області, входить до складу міського поселення Високовськ. 
Станом на 2010 рік населення становило 173 чоловік.